# Imiseba
Imiseba est un ancien fonctionnaire égyptien de la XIXe dynastie. Il est principalement connu pour sa chapelle décorée en pierre taillée à Lépidotonpolis (aujourd'hui El Mashayikh). Il a plusieurs titres importants, dont celui de « Véritable scribe du seigneur des Deux Terres » et celui d'« Archiviste en chef du seigneur des Deux Terres ». Il s'agit manifestement de fonctions importantes à la cour royale : le seigneur des Deux Terres est le pharaon. Peut-être que plus tard dans sa carrière, il a assumé certaines fonctions dans l'administration du temple. Il devient « Haut intendant dans le domaine de Khonsou » et haut intendant de Khons.
Plusieurs fils sont nommés dans la chapelle de la tombe d'Imiseba, mais les noms de sa femme et de ses parents ne sont plus lisibles. Sa tombe est taillée dans la roche locale. Il y a une chapelle composée d'une pièce entièrement décorée de reliefs représentant Imiseba dans plusieurs scènes du monde souterrain. On y trouve également la représentation d'un élevage de volailles. Il s'agit d'une scène unique pour une chapelle funéraire de l'Égypte antique. Les parties souterraines de la tombe sont assez grandes et comprennent plusieurs pièces. Elles étaient très probablement utilisées pour Imiseba, mais aussi pour les membres de sa famille.